# Ernst Gutzeit

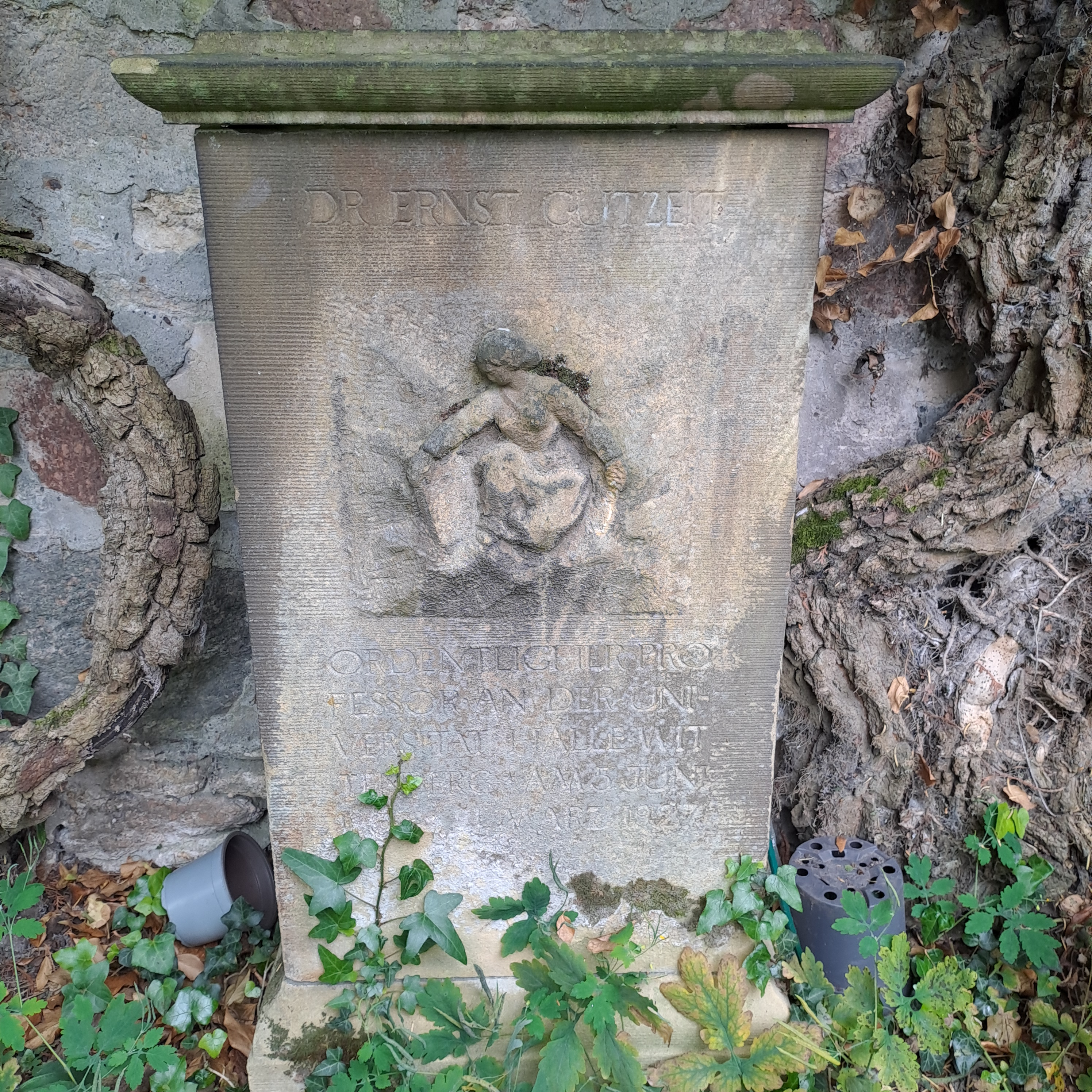
Grabmal von Ernst Gutzeit auf dem Laurentius-Friedhof in Halle (Saale)

Ernst Wilhelm Heinrich Gutzeit (* 5. Juli 1863 in Königsberg i. Pr.; † 21. März 1927 in Halle) war ein deutscher Landwirtschaftslehrer und Professor an den Universitäten in Königsberg und Halle. Seine Spezialgebiete waren die Pflanzenkrankheiten, die landwirtschaftliche Bakteriologie und die Milchwirtschaft.

## Leben
Ernst Gutzeit war der evangelische Sohn des Kaufmannes Friedrich August Gutzeit und dessen Frau, der früh verstorbenen Wilhelmine, geborene Müller. Nach dem Besuch des Altstädtischen Gymnasiums in Königsberg, das er im Jahr 1883 mit Ablegung der Matura verließ, begann er mit einem Studium der Naturwissenschaften in Königsberg und Berlin. Er wurde Mitglied der Burschenschaft Cheruscia Königsberg im Allgemeinen Deutschen Burschenbund. In Königsberg wurde er dann 1889 zum Dr. phil. promoviert (s. Schriften). Seine Dissertation widmete er dem Dozenten an der medizinischen Fakultät der Universität, Paul Michelson, der 1868 in Königsberg mit der Arbeit Zur Histiologie der Vater-Pacini’schen Körperchen promovierte. In seiner Vita hob Gutzeit unter seinen Lehrern im Besonderen die Zoologen Franz Eilhard Schulze (Berlin) und Carl Chun (Königsberg) hervor. Im Jahr 1891 das Examen als Oberlehrer ablegend, ging Ernst Gutzeit bis 1896 teils dem Studium der Agrikulturchemie und Landwirtschaft und teils einer Tätigkeit als Assistent an der Versuchsanstalt für Molkerei-Wesen in Kleinhof-Tapiau in Ostpreußen nach. Es folgte 1896 seine Habilitation in Königsberg mit einer Arbeit zur Landwirtschaft, die zugleich Ergebnis die Preisarbeit des von Hoverbeckschen Reisestipendiums war; parallel hierzu studierte er die Praxis auf verschiedenen landwirtschaftlichen Gütern Ostpreußens, bevor er eine Assistenz am landwirtschaftlich-physiologischem Labor und am landwirtschaftlich botanischen Garten der Universität Königsberg antrat. 1899 wurde ihm dort eine außerordentliche Professur für Pflanzenbau, landwirtschaftliche Bakteriologie und Pflanzenkrankheiten übertragen und 1901 die Leitung der Abteilung für Pflanzenkrankheiten am Versuchsfeld der Universität. Ab 1906 wurde er von dort an die Kaiserlich Biologische Anstalt für Land- und Forstwirtschaft in Dahlem zur Durchführung wissenschaftlicher Arbeiten beurlaubt. Seine letzte Dienststation führte ihn 1910 an die Universität Halle. Zunächst mit der Abhaltung von Vorlesungen zur Milchwirtschaft beauftragt übernahm er dort 1915 die Leitung des Molkereilaboratoriums.
Familie
Verheiratet war Ernst Gutzeit mit Hedwig Wegener, der Tochter des Rittergutsbesitzers Otto Wegener auf Bischdorf (polnisch Sątopy-Samulewo) in Ostpreußen und dessen Frau Marianne, geb. Wolff sowie Enkelin des Franz Anton Niemeyer. In den 1910er und 1920er Jahren wirkte sie in mehreren Stummfilmen mit und publizierte selbst verfasste kleinere Geschichten und Märchen. Ihr jüngerer Bruder war der Regisseur und Filmschauspieler Paul Wegener.

## Schriften
- Die Hornzähne der Batrachierlarven. (Dissertation, Universität Königsberg), Engelmann, Leipzig 1889. digital (PDF; 1,8 MB)
- Über die Schwankung der mittleren Größe der Fettkügelchen in der Kuhmilch. (Habilitation, Universität Königsberg und Preisarbeit des von Hoverbeckschen Reisestipendiums), 1895.
- Die Entwicklung und die Ziele des Pflanzenschutzes : Dargestellt zum Zwecke einer Organisation desselben in der Provinz Ostpreußen. (Arbeiten der Landwirtschaftskammer für die Provinz Ostpreußen. Nr. 11), Ostpreußische Druck und Verlags Anstalt A.G., Königsberg i. Pr. 1904.
- Die Beschädigungen der landwirtschaftlichen Kulturgewächse in Ostpreußen während der Vegetationsperiode 1904/05 nach den Ermittlungen der Zentralstelle für Pflanzenschutz nebst einer Darstellung der Organisation derselben. (Arbeiten der Landwirtschaftskammer für die Provinz Ostpreußen. Nr. 15), Ostpreußische Druck und Verlags Anstalt A.G., Königsberg i. Pr. 1906.
- Die Bakterien im Kreislauf des Stoffes in der Natur und im Haushalt des Menschen. (=Aus Natur und Geisteswelt. Band 233), Teubner, Leipzig 1909; 2. Auflage unter dem Titel: Die Bakterien im Haushalt der Natur und des Menschen. (=Aus Natur und Geisteswelt. Band 242), Teubner, Leipzig / Berlin 1918.
- Monströse Runkelrüben und Wanderung respektive Speicherung des Rohrzuckers. In: Naturwissenschaftliche Zeitschrift für Forst- und Landwirtschaft. Heft 9, 1911, S. 481–507 (auch Sonderdruck).